# Revolta de Lulin
A Revolta de Lulin (em chinês Lulin significa: "floresta verde") foi um dos dois principais movimentos de rebelião agrária na época da Dinastia Xin. O movimento se desenvolveu nas regiões que, atualmente, correspondem ao sul de Honã e ao norte de Hubei. A denominação "Lulin" vem das montanhas Lulin, na atual cidade de Yichang (Hubei), onde teve início a revolta.

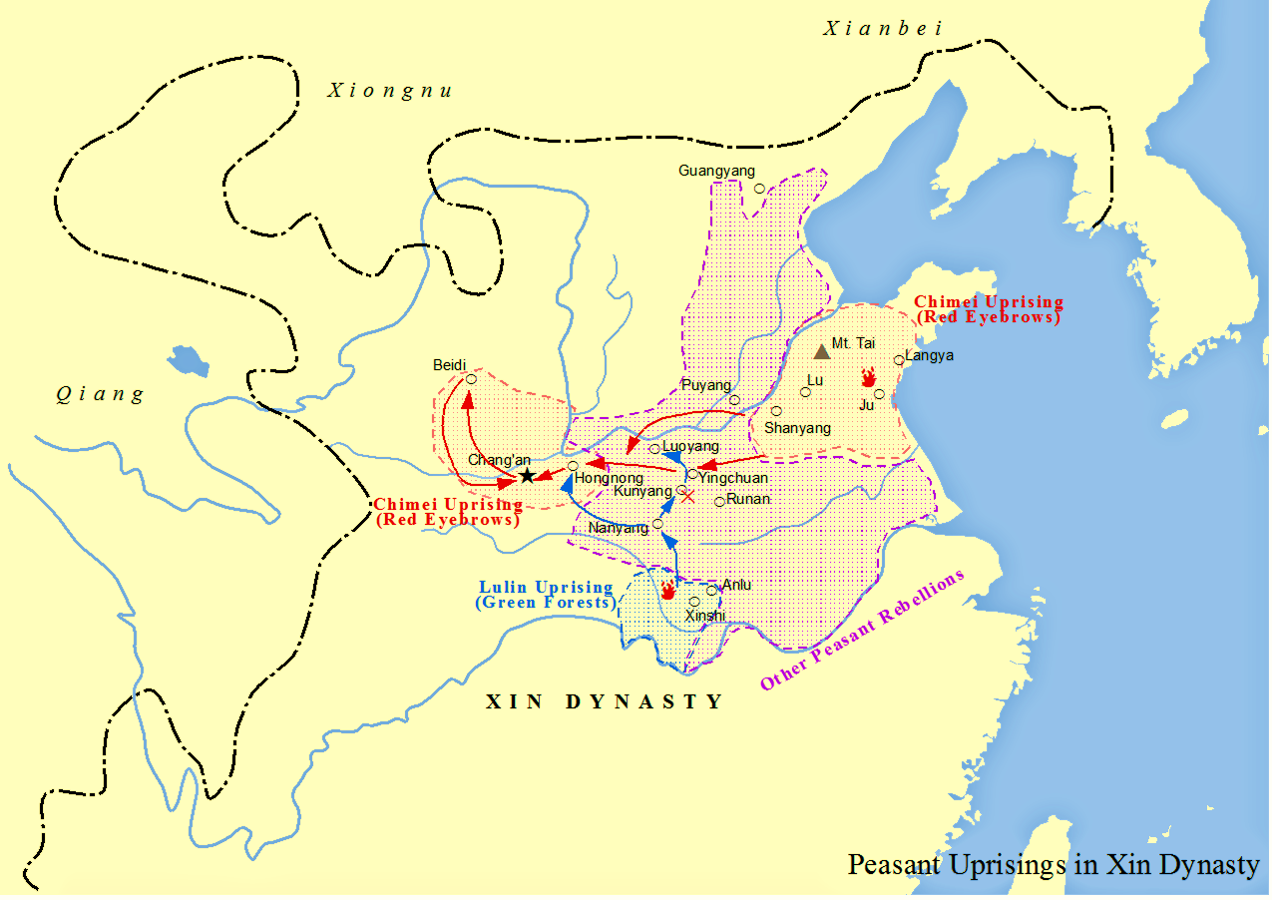
Mapa das Revoltas Camponesas durante a Dinastia Xin, incluindo a Rebelião de Lulin e a Rebelião dos Sobrancelhas Vermelhas

## Histórico
No ano 17 DC, a província de Jing (atualmente Hubei, Hunão e o sul de Honã) estava sofrendo de uma fome que foi exacerbada pela corrupção e incompetência dos oficiais da Dinastia Xin. Nesse contexto, surgiram diversas disputas no seio da população afetada pela fome e Wang Kuang e Wang Feng, ambos de Xinshi (atualmente Jingmen (Hubei)) tornaram-se árbitros em algumas dessas disputas. Desse modo, passaram a ser reconhecidos como lideranças da população afetada pela fome.
Despois, surgiram outros líderes, como: Ma Wu, Wang Chang e Cheng Dan (成 丹). Em poucos meses, o movimento já reunia entre 7.000 e 8.000 homens, que tinham sua base nas Montanhas Lulin. Sua atuação consistia em atacar e saquear aldeias distantes das cidades em busca de alimentos. Isso continuou por vários anos, durante os quais o movimento chegou a agrupar dezenas de milhares de integrantes.
O Imperador Wang Mang, fundador da Dinastia Xin, enviou mensageiros que ofereciam ofertas de perdão em troca do fim do movimento.
Quando os mensageiros voltavam, alguns defendiam uma negociação, pois entendiam que os rebeldes se organizaram pois as circunstâncias severas impossibilitariam que eles continuassem a viver sob a legalidade e, portanto, preferiram se rebelar. Outros, entendiam que o movimento deveria ser severamente reprimido.
Wang preferiu tentar suprimi-los pela força.
No ano 21 DC, o governador da Província de Jing mobilizou 20.000 soldados para atacar os rebeldes e a batalha, travada em Yundu, foi vencida pelos rebeldes que mataram milhares de soldados do governo e capturaram seus suprimentos de comida e armas. Nessa época, os rebeldes chegaram a contar com quase 50.000 homens.
No ano 22 DC, os rebeldes sofreram com uma doença contagiosa que matou pelo menos 25.000 homens. Isso levou à divisão do grupo em três "forças".
1. a Força Xiajiang, liderada por Wang Chang e Cheng Dan, que se mudou para o oeste, em direção à Nan Commandery (nas proximidades da atual Jingzhou (Hubei));
2. a Força Xinshi, liderada por Wang Feng, Wang Kuang, Ma Wu, Zhu Wei e Zhang Ang, que se mudou para o norte, em direção à Nanyang Commandery (nas proximidades da atual Nanyang (Honã));
3. a Força Pinglin, liderada por Chen Mu e Liao Zhan, essa denominação foi adotada por Chen e Liao eram de Pinglin (na moderna Suizhou (Hubei)).

Depois disso, as forças Xinshi e Pinglin juntaram-se às forças de Liu Yan, um descendente de um ramo distante da Dinastia Han, e passaram a   tomar o controle de várias aldeias. No inverno de 22 DC, fizeram um ataque contra Wancheng, a capital da Comenda de Nanyang, mas foram derrotados por Zhen Fu, governador de Nanyang.
Zhen Fu iniciou uma perseguição dos rebeldes, mas Liu Yan, reforçado pela Força Xiajiang, fez um ataque surpresa contra a retaguarda de Zhen Fu, no qual tomou toda a reserva de alimentos e armas da força governamental.
Em fevereiro de 23 DC, Liu Yan derrotou definitivamente as forças de Zhen Fu, que foi morto em batalha. Desse modo, os rebeldes passaram a controlar parte do território chinês.
Entre junho e junho de 23 DC, ocorreu a Batalha de Kunyang na qual, os rebeldes, agora liderados por Guang Wudi (Liu Xiu) impuseram uma forte derrota às forças da Dinastia Xin.
Na mesma época, Liu Xuan tomou Wancheng e proclamou-se Imperador, restaurando a Dinastia Han. Esse líder era fortemente apoiado pelas Forças Xinshi e Pinglin.
Depois disso, o Imperador da Dinastia Xin (Wang Mang) foi morto em uma rebelião, que ocorreu quando as forças enviadas por Liu Xuan chegaram aos arredores de Chang'an, capital da Dinastia Xin.
Com a ascensão de Liu Xuan, muitos líderes da rebelião assumiram importantes funções no governo, mas isso não foi bem aceito por muitos dos habitantes de Chang'an e começaram a surgir tensões.
No verão de 25 DC, houve uma ruptura entre Liu Xuan e Liu Xiu. Nesse contexto, vários líderes da rebelião entraram em conflito com Li Xuan, que acabou sendo morto no inverno de 25 DC.
Com a ascensão de Liu Xiu, alguns líderes da rebelião ocuparam postos no Estado, mas com menor relevância do que na época de Liu Xuan .